# Ковалёвский сельский совет (Хорольский район)
Ковалевский сельский совет (укр. Ковалівська сільська рада) — входит в состав
Хорольского района
Полтавской области
Украины.
Административный центр сельского совета находится в 
с. Ковали.

## Населённые пункты совета
- с. Ковали
- с. Барилово
- с. Мелюшки